# Route européenne 35
Pour les articles homonymes, voir E35 et Route 35.
La route européenne 35 (E35) est une route reliant Amsterdam à Rome.

## Tracé

### Pays-Bas

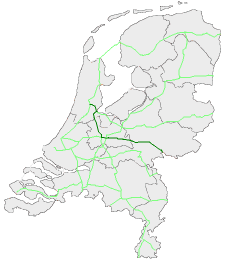
Tracé de l'E35 aux Pays-Bas.

Aux Pays-Bas, la route européenne 35 emprunte les itinéraires suivants :
| (Auto)route | Tracé                      | Villes traversées | Routes européennes croisées |
| ----------- | -------------------------- | ----------------- | --------------------------- |
|             | Entre Amsterdam et Utrecht |                   | à Amsterdam à Utrecht       |
|             | Entre Utrecht et Babberich | Arnhem            |                             |

### Allemagne
En Allemagne, la route E35 se confond avec :
| (Auto)route | Tracé                                | Villes traversées                                                    | Routes européennes croisées                                                              |
| ----------- | ------------------------------------ | -------------------------------------------------------------------- | ---------------------------------------------------------------------------------------- |
|             | Entre Emmerich am Rhein et Francfort | Duisbourg, Dusseldorf, Cologne, Bonn, Limburg an der Lahn, Wiesbaden | à Cologne à Limburg à Francfort                                                          |
|             | Entre Francfort et Weil-am-Rhein     | Francfort, Darmstadt, Heidelberg, Karlsruhe, Fribourg-en-Brisgau     | à Heidelberg entre Karlruhe et Offenbourg à Offenbourg entre Neuenbourg et Weil-am-Rhein |

### Suisse
En Suisse, la route E35 se confond avec :
| (Auto)route | Tracé                           | Villes traversées                                          | Routes européennes croisées |
| ----------- | ------------------------------- | ---------------------------------------------------------- | --------------------------- |
|             | Entre Bâle et Kaiseraugst       |                                                            | en commun                   |
|             | Entre Kaiseraugst et Egerkingen |                                                            | en commun                   |
|             | Entre Egerkingen et Oftringen   |                                                            |                             |
|             | Entre Oftringen et Chiasso      | Lucerne, Altdorf, tunnel de St-Gothard, Bellinzone, Lugano | à Altdorf à Bellinzone      |

### Italie
En Italie, la route européenne E35 se confond avec :
| (Auto)route | Tracé                       | Villes traversées                                                    | Routes européennes croisées                                                                          |
| ----------- | --------------------------- | -------------------------------------------------------------------- | --- |
|             | Entre Maslianico et Lainate | Côme                                                                 | |
|             | Entre Lainate et Milan      |                                                                      | en commun                                                                                            |
|             | Autour de Milan             |                                                                      | jusqu'à Rozzano                                                                                      |
|             | Entre Milan et Rome         | Plaisance, Parme, Reggio d'Émilie, Modène, Bologne, Florence, Arezzo | à Plaisance à Parme entre Modène et Bologne à Florence à Arezzo entre Caldare et Fiano Romano à Rome |

## Galerie

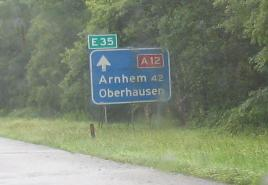
La E35 aux Pays-Bas
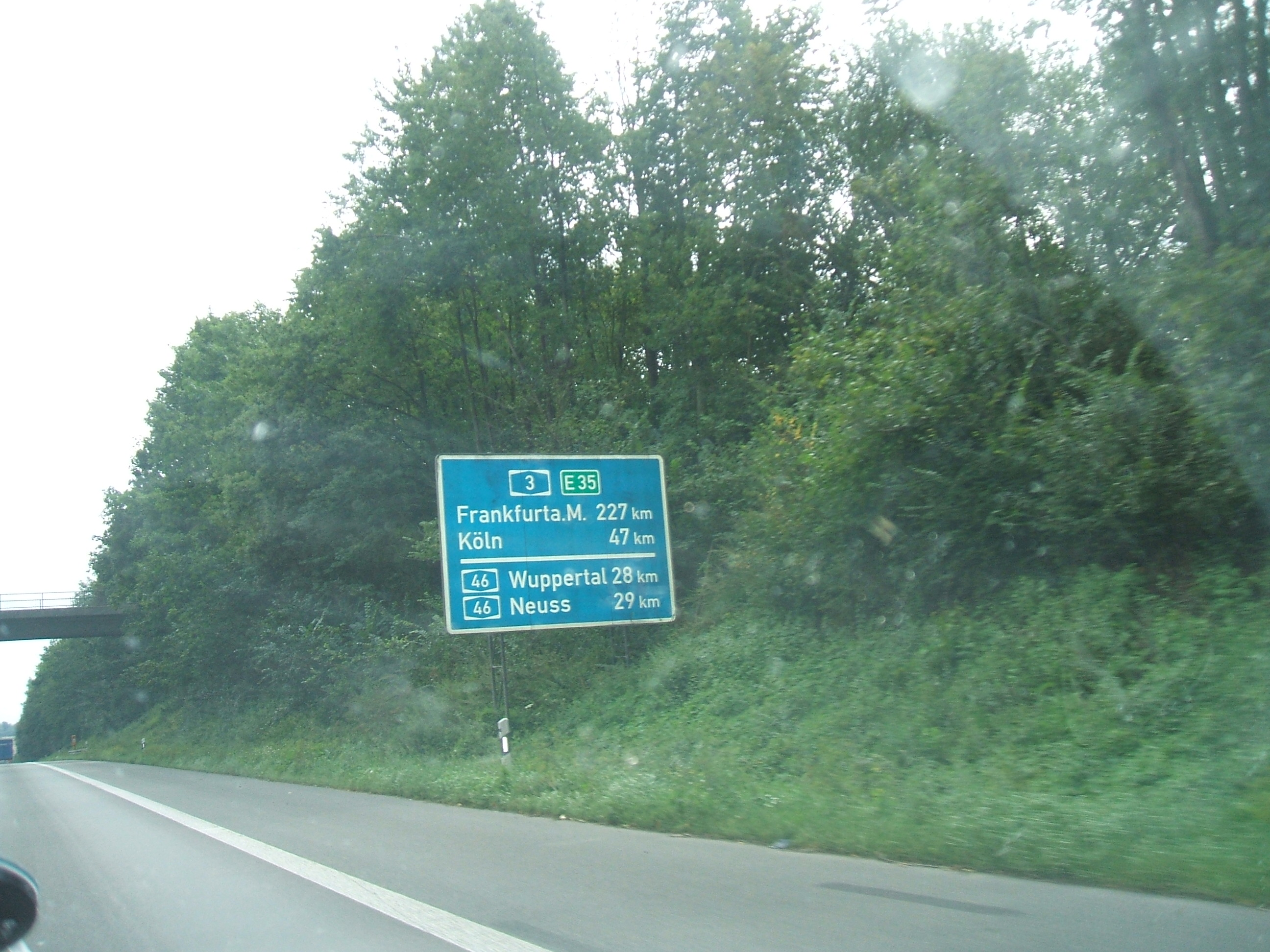
La E35 dans la vallée de la Ruhr en Allemagne
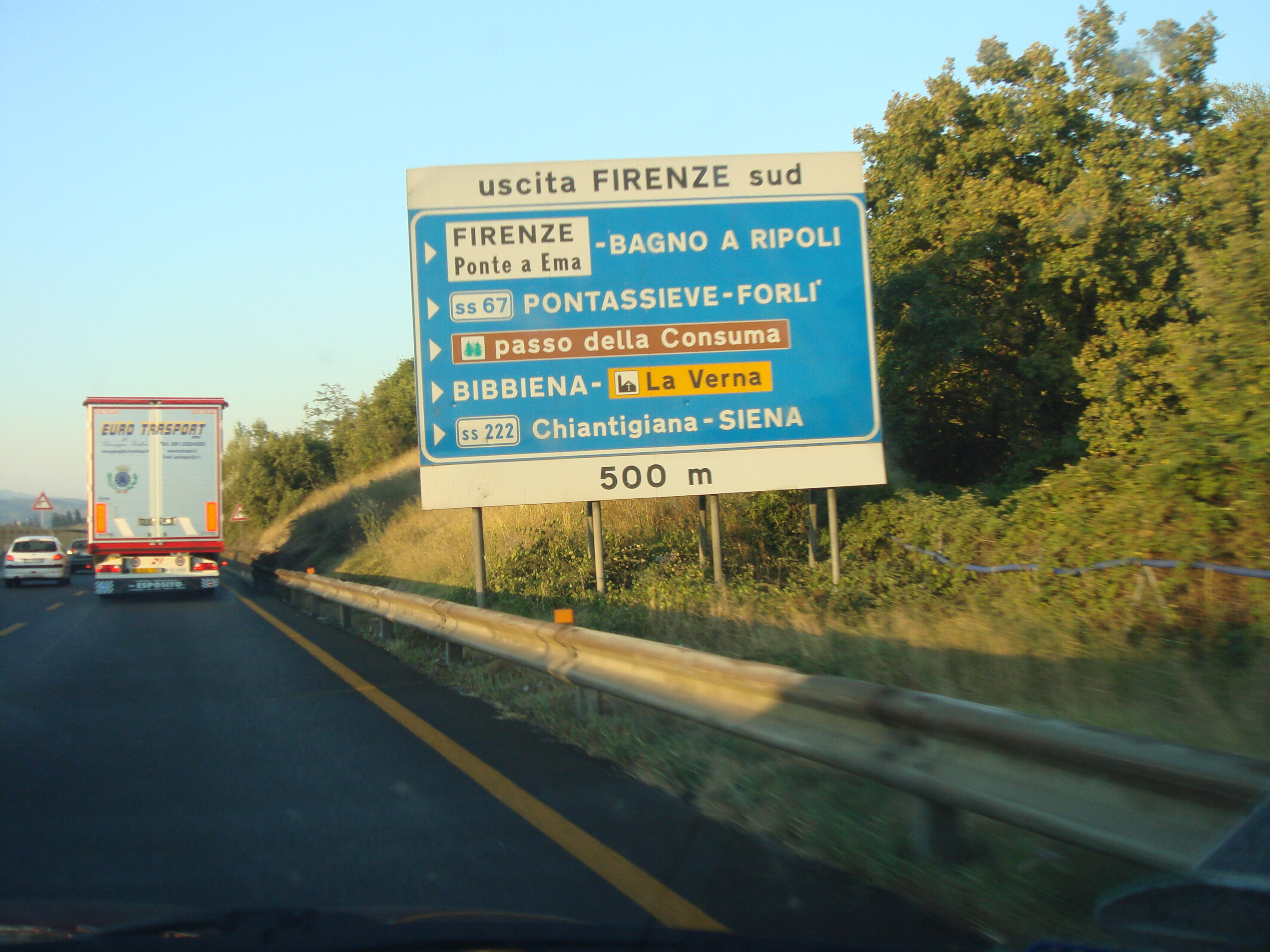
La E35 au sud de Florence en Italie